# Indulgência plenária da Jornada Mundial da Juventude de 2005
A Indulgência plenária da Jornada Mundial da Juventude de 2005 foi anunciada a 8 de agosto de 2005 pelo penitenciário maior, o cardeal americano James Francis Stafford no Vaticano, num decreto escrito em Latim.
O Papa Bento XVI decidiu conceder uma indulgência aos participantes na Jornada Mundial da Juventude a realizar entre 16 e 21 de agosto de 2005 em Colónia.
Os presentes na dita jornada ganharão esta indulgência com a condição de se ter confessado, ter feito a comunhão e ter rezado pelo Sumo Pontífice.

## Indulgência parcial aos não presentes
Para beneficiar desta indulgência especial concedida pelo Papa, os fiéis que não possam estar em Colónia durante a Jornada Mundial da Juventude, podem rezar pelos jovens, sendo-lhes concedido um indulgência parcial.